# Riccardo Materazzi
Riccardo Giorgio Materazzi (* 15. Juni 1963 in Brüssel, Belgien) ist ein ehemaliger italienischer Leichtathlet, der sich auf den Mittelstreckenlauf spezialisiert hat. Seinen größten Erfolg feierte er mit dem Gewinn der Silbermedaille über 1500 Meter bei den Halleneuropameisterschaften 1984 in Göteborg.

## Sportliche Laufbahn
Erste internationale Erfahrungen sammelte Riccardo Materazzi vermutlich im Jahr 1981, als er bei den Junioreneuropameisterschaften in Utrecht mit 1:52,95 min in der ersten Runde im 800-Meter-Lauf ausschied. Im Jahr darauf kam er bei den Halleneuropameisterschaften in Mailand mit 3:47,31 min in der Vorrunde über 1500 Meter aus und 1983 schied er bei der Sommer-Universiade im kanadischen Edmonton mit 1:49,58 min in der ersten Runde über 800 Meter aus. Im Jahr darauf gewann er bei den Halleneuropameisterschaften in Göteborg in 3:41,58 min die Silbermedaille im 1500-Meter-Lauf hinter dem Schweizer Peter Wirz und im Sommer nahm er an den Olympischen Sommerspielen in Los Angeles teil. Dort schied er über 800 Meter mit 1:47,90 min im Viertelfinale aus und gelangte über 1500 Meter mit 3:40,74 min im Finale auf Rang elf. 1985 belegte er bei den Hallenweltspielen in Paris in 3:43,56 min den fünften Platz über 1500 Meter und wurde auch bei den Halleneuropameisterschaften in Piräus in 3:40,85 min Fünfter. 1987 gelangte er bei den Mittelmeerspielen in Latakia mit 3:43,36 min auf den siebten Platz und im Jahr darauf beendete er seine aktive sportliche Karriere im Alter von 25 Jahren.
In den Jahren 1984 und 1985 wurde Materazzi italienischer Meister im 1500-Meter-Lauf.

## Persönliche Bestleistungen
- 800 Meter: 1:46,03 min, 3. August 1984 in Los Angeles
- 1500 Meter: 3:35,79 min, 22. August 1984 in Zürich
  - 1500 Meter (Halle): 3:39,60 min, 3. Februar 1985 in Turin